# میفویا کویده
میفویا کویده (انگلیسی: Mifuyu Koide؛ زادهٔ ۲۱ دسامبر ۱۹۹۵) بازیکن راگبی ۷ نفره زن اهل ژاپن است.
وی در مسابقات کشوری و بین‌المللی در مجموع برندهٔ ۱ مدال نقره شده‌است.